# Fernando Carlos, Arquiduque da Áustria
Fernando Carlos, Arquiduque da Áustria, em alemão:  Ferdinand Karl, Erzherzog von Österreich, (Innsbruck, 17 de maio de 1628 – Kaltern, 30 de dezembro de 1662), foi um membro da dinastia de Habsburgo que governou a Áustria Anterior incluindo o Tirol, de 1646 a 1662.
Fernando Carlos era filho do arquiduque Leopoldo V de Áustria e da princesa Cláudia de Médici.
Ele assumiu o governo quando atingiu a maioridade, em 1646. Para financiar o seu estilo de vida extravagante, vendeu bens e direitos. Por exemplo, ele desperdiçou a quantia exorbitante que a França teve de pagar aos Habsburgos  tiroleses pela cedência de alguns dos seus territórios a oeste do Reno (Alsácia, Sundgau e Breisach).
Ele também delineou a fronteira na zona dos Grisões (em alemão:  Graubünden) em 1652.
Fernando Carlos foi um governante absolutista, pois nunca convocou as Cortes a parir de 1648, e teve como seu chanceler Wilhelm Biener, executado ilegalmente em 1651, após um julgamento secreto.
Por outro lado, Fernando Carlos foi um grande amante da música: a ópera italiana foi representada na sua corte.

## Casamento e descendência
Fernando Carlos casou-se com a princesa Ana de Médici (1616–1676), filha de Cosme II de Médici, Grão-duque da Toscana e de Maria Madalena de Áustria. Deste casamento nasceram três filhas:
- Cláudia Felicidade (30 de Maio de 1653 - 8 de Abril de 1676), casou-se com Leopoldo I, Sacro Imperador Romano-Germânico, com descendência;
- menina (19 de julho de 1654), morreu poucas horas após o nascimento;
- Maria Madalena (17 de Agosto de 1656 - 21 de Janeiro de 1669), morreu aos doze anos de idade.

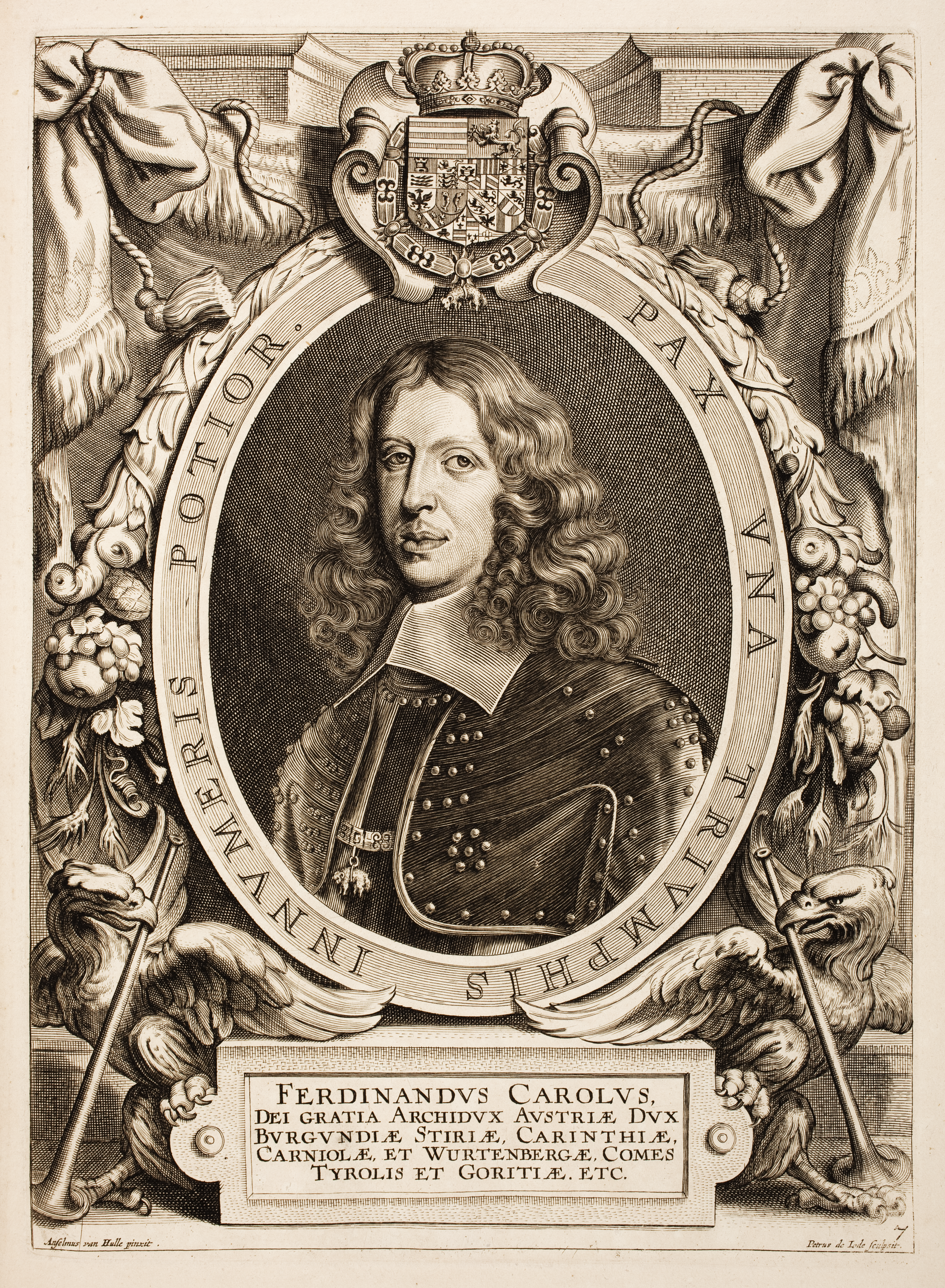
Gravura do busto de Fernando Carlos, tendo por base o quadro de Anselm van Hulle. Coleção da Biblioteca do Palácio da Paz (Haia).
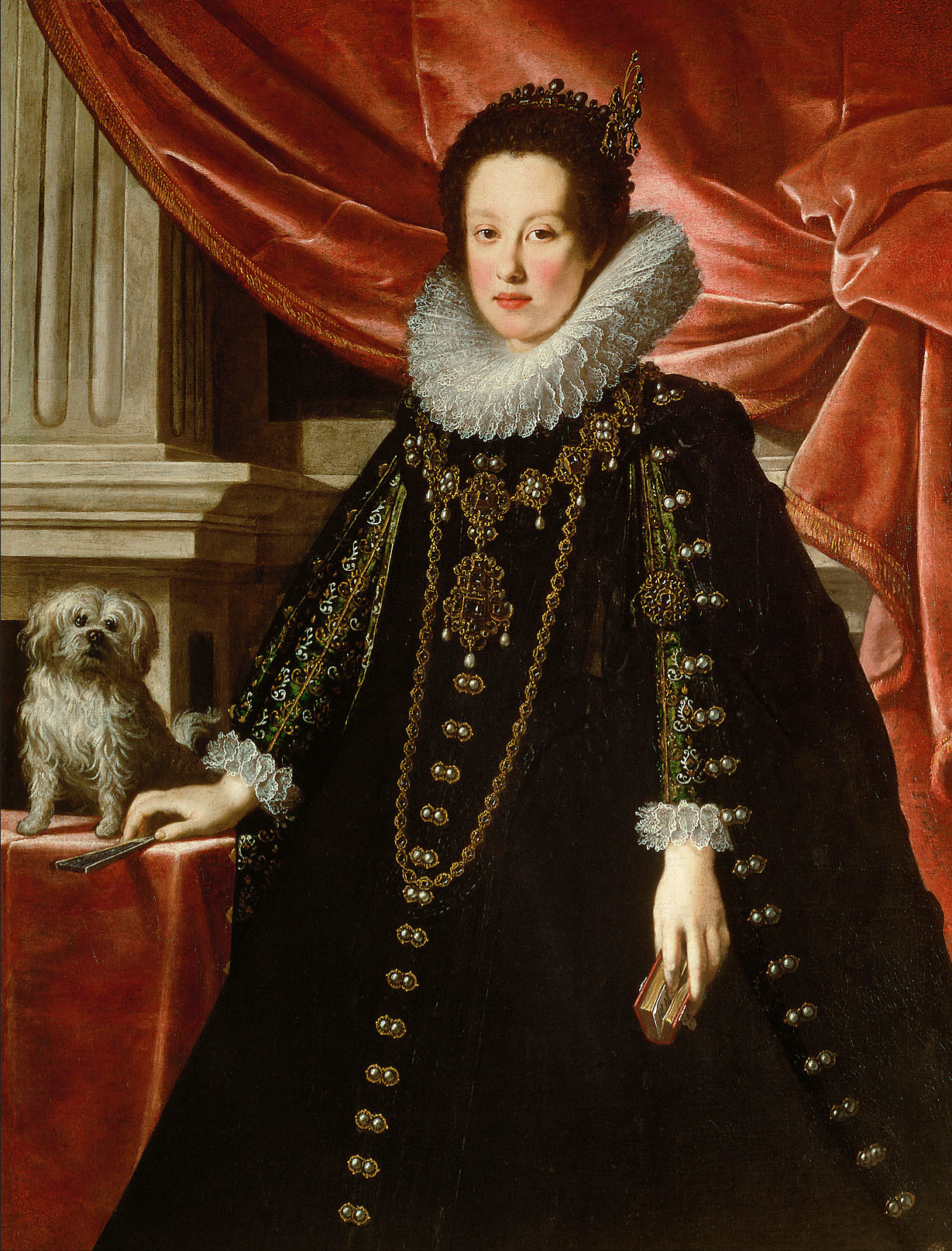
Ana de Médici, sua mulher, por Justus Sustermans.